# Heimioporus
Heimioporus — рід грибів родини Boletaceae. Назва вперше опублікована 2004 року.